# Ирина Мейерхолд
Ирина Всеволодовна Мейерхолд (26 април (9 май), 1905, Пенза – 21 ноември 1981, Ленинград) – съветска актриса, режисьор, учител; дъщеря и ученичка на Всеволод Мейерхолд. Заслужила артистка на Чечено-Ингушката АССР (1978).

## Биография
Ирина Мейерхолд е най-малката дъщеря на Всеволод Мейерхолд и Олга Мунт (1874 – 1940); тя прекарва детството и младостта си в Санкт Петербург и Москва. Баща ѝ напуска семейството през 1921 г. и скоро се жени за Зинаида Райх.
Тя започва работа през 1921 г. Работи като чиновник в Центропечат (Москва) и едновременно с това постъпва в Държавните висши режисьорски работилници (ГВИРМ), които по-късно се сливат с ГИТИС. Учи актьорско майсторство и режисура в курса на Всеволод Мейерхолд при Сергей Айзенщайн, Сергей Юткевич, Лев Свердлин, Ераст Гарин и Николай Охлопков. Успоредно със следването си и по-късно преподава сценично движение в театри в Москва и Ленинград; играе в пиеси в театър „Мейерхолд“ под псевдонима Ирина Холд.
Завършва ГИТИС през 1927 г. и получава специалността преподавател по сценично движение, актриса и режисьор. През 1929 г. се премества в Ленинград. През 1930 – 1934 г. работи като режисьор в „Червения театър“, през 1934 – 1941 г. преподава в Ленинградския институт за сценични изкуства (основна работа). Едновременно с това води образователна и режисьорска работа[ неясно? ] в ленинградски театри, в Държавната естрада и филмовите студия „Ленфилм“ и „Белгоскино“. През 1939 г. е командирована в Казахстан, през 1941 г. в Осетия, където създава национални театри.
С началото на Великата отечествена война семейството се евакуира заедно с Ленинградския драматичен театър „Пушкин“ в Новосибирск. През юни 1942 г., заедно със съпруга си, тя е изпратена като режисьор в град Колпашево (тогава Новосибирска област), за да окаже меценатска помощ при създаването на Наримския окръжен драматичен театър. В Наримския край Мейерхолд полага много работа за обучение на творческия екип на театъра по актьорско майсторство, популяризиране на театралното изкуство и организиране на културни услуги за населението.
През есента на 1943 г. семейството се завръща в Новосибирск, като по пътя посещава директора на Ленинградския театрален институт Николай Серебряков в Томск. В Новосибирск Ирина работи в любителския театър „Кривошчеков“ от 1943 до 1945 г. През юни 1945 г. заминава за Ленинград с децата си (Меркуриев е евакуиран отново с театъра в Ленинград през есента на 1944 г.).
След войната Мейерхолд отново работи като режисьор, преподава в Ленинградския театрален институт, където тя и съпругът ѝ имат собствена работилница. През 1945 – 1948 г. те обучават трупа от млади актьори, доведени от Новосибирск, и създават театър във Виборг на базата на този клас. Тя също така ръководи любителско драматично студио в Двореца на културата „Киров“.
През 1947 г., като дъщеря на „враг на народа“, тя е уволнена от всички работни места и остава без любимото си занимание в продължение на 12 години, до реабилитацията на баща си. През 1959 г. е приета за ръководител на театралното студио към Двореца на културата „Горки“ и периодично работи в Драматичния театър „Пушкин“. От 1960 г. продължава преподавателската си кариера в театралния институт. През 1975 г. снима документалния филм „Василий Меркуриев“ в студио „Лентелефилм“. През 1978 г. поставя последното си представление „Рембранд“ по пиесата на Димитрий Кедрин.
Тя почина[ неясно? ] на 21 ноември 1981 г. в Ленинград. Погребана е на Волковското гробище – Литераторские мостки (Актьорската пътека).

## Семейство
Ирина Майерхолд е омъжена за актьора и театрален учител Василий Меркуриев, от който брак ражда две дъщери, Анна (1935) и Екатерина (1940), и син, Пьотър (1943 – 2010). През 1939 г. двойката приема три деца на репресирания брат на Василий Меркуриев, Пьотър Василиевич, за да ги отгледа. Лидия Жукова в мемоарите си „Епилози“ пише, че преди В. Меркуриев Ирина Мейерхолд е била омъжена известно време за режисьора Лео Арнщам (Л. Жукова. Епилози. Ню Йорк, издателство „Чалидзе“, 1983, стр. 51).